# Руфоті
Руфоті (груз. რუფოთი) — село в Грузії.
За даними перепису населення 2014 року в селі проживає 1459 осіб.